# Sovietul Suprem al Uniunii Sovietice
Sovietul Suprem (în limba rusă Верховный Совет) a fost cel mai înalt corp legislativ al Uniunii Sovietice și singurul care avea puterea de a aproba amendamentele constituționale. Deputații Sovietului Suprem alegeau Prezidiumul, membrii Curții Supreme și numeau pe Procurorul General al URSS. Modelul său de organizare a fost Всероссийский Центральный Исполнительный Комитет Советов рабочих, крестьянских, красноармейских и казачьих депутатов – Comitetul Executiv Central din întreaga Rusie al deputaților muncitorilor, țăranilor, soldaților Armatei Roșii și cazacilor, pe scurt Всероссийский Центральный Исполнительный Комитет (ВЦИК) – Comitetul Executiv Central din întreaga Rusie. 
Sovietul Suprem a fost format din două camere, fiecare având puteri legislative egale, cu deputați aleși pentru mandate de cinci ani.
- Sovietul Uniunii, în care era ales un deputat la fiecare 300.000 de cetățeni sovietici din republicile unionale,
- Sovietul Naționalităților, care se presupunea că reprezintă toate etniile din uniune, cu membrii aleși pe baza a unei rații de

25 de deputați pentru fiecare republică unională,
11 deputați pentru fiecare republică autonomă,
5 deputați pentru fiecare regiune autonomă și
câte unul pentru fiecare oblastie autonomă.
În 1989, erau câte 750 de deputați în fiecare cameră a Sovietului. Sovietul Suprem se întâlnea regulat în două sesiuni ordinare, dar membrii săi puteau fi convocați să participe la sesiuni extraordinare. Prezidiumul era însărcinat cu rezolvare problemelor curente între sesiunile Sovietului Suprem.
Practic, până la Perestroika și la alegerile parțial libere din 1989, Sovietul Suprem funcționa ca o mașină de vot care aproba hotărârile organelor mai puțin reprezentative, dar mai puternice, precum Politburo. 
Fiecare republică unională avea propriul Soviet Suprem, un parlament unicameral, funcționând după aceleași reguli ca și Sovietul Suprem Unional. Exista câte un Soviet Suprem și pentru fiecare republică autonomă. 
Sovietul Suprem a dizolvat Uniunea Sovietică și s-a autodizolvat mai apoi pe 26 decembrie 1991. După această dată, Sovietele Supreme ale republicilor unionale au devenit corpuri legiuitoare ale noilor țări independente. Sovietul Suprem al RSFS Ruse și Sovietul Deputaților Poporului al RSFS Ruse au fost corpurile legiuitoare ale Rusiei până la dizolvarea lor în timpul crizei constituționale din 1993.